# Gravøl
Gravøl afholdes i forbindelse med begravelser eller bisættelser. Efter traditionen afholdes det gerne syv dage efter, at dødsfaldet har fundet sted. Var den døde gårdens husbond, blev gravøllet koblet sammen med arveøllet, som markerede arvingens højtidelige overtagelse af gården. Skikken med gravøl går tilbage til førkristen tid og har snarere end at være præget af sorg over den afdøde været en festligholdelse af den afdødes liv.
Begrebet gravøl benyttes i dag også i forbindelse med andre former for mindehøjtideligheder.
På engelsk hedder gravøl Funeral feast eller Purvey og på tysk Begräbnisschmaus, Totenfeier, Totenmahl eller Leichenschmaus.